# Music-Hall (film)
Music-Hall (Upstage) è un film muto del 1926 diretto da Monta Bell. È conosciuto anche con il nome The Mask of Comedy.,

## Trama
Dolly è una graziosa provinciale che approda a New York cercando lavoro come stenografa.
Si reca all'agenzia teatrale di Sam Davis che cerca appunto una stenodattilografa e là vi incontra Johnny, che lei scambia per Davis. Colpito dalla ragazza, Johnny la assume.
Quando poi scopre che ha anche vinto nella sua città di origine un concorso di charleston, è colpito ancora di più. Anche se Dolly non sa recitare, trova un ruolo per lei: molto decorativa, le mette un bel costume, un trucco adatto e la fa andare su e giù per le scale.
La ragazza ha molto successo, ma questo la cambia. Mette su arie da grande attrice, con la puzza sotto il naso. Va a finire che lascia Johnny per Wallace King, un altro artista.
Costui, però, si rende ben presto conto che Dolly non è una vera attrice. Mentre Johnny, per lanciarla, aveva speso un capitale per pubblicizzarla con foto e locandine, King, dal canto suo, non fa niente.
Dolly capisce di non essere quella grande diva che pensava di essere e che, per poter continuare a lavorare, dovrà adattarsi anche a fare la ballerina di fila. Accetta così una parte in uno spettacolo dove lavora anche Jonny.
Una sera, però, accade un terribile incidente. Il lanciatore di coltelli e la sua partner assistono alla morte del loro bambino: la madre, disperata, corre via, lasciando il marito sul palco. Dolly, allora, prende coraggiosamente il suo posto. Quando il numero finisce e cala il sipario, Johnny - che ha assistito alla scena - la raggiunge e le dichiara il suo amore.

## Produzione
Prodotto dalla MGM

## Distribuzione
Il film fu distribuito dalla MGM e uscì in sala il 7 novembre 1926.

### Date di uscita
IMDb
- USA	7 novembre 1926
- Austria	1927
- Germania	1927
- Portogallo	14 novembre 1928

Alias
- Artistenblut	Austria
- Desilusões do Palco	Portogallo (versione originale sottotitolata)
- Die große Nummer	Germania
- En scène	Francia
- Entre bastidores	Spagna